# هوارد جارفيس
هوارد جارفيس (بالإنجليزية: Howard Jarvis)‏ هو سياسي أمريكي، ولد في 22 سبتمبر 1903 في الولايات المتحدة، وتوفي في 11 أغسطس 1986 في نفس البلد. حزبياً، نشط في الحزب الجمهوري.

## روابط خارجية
- هوارد جارفيس على موقع IMDb (الإنجليزية)
- هوارد جارفيس على موقع إن إن دي بي (الإنجليزية)